# 浜田自動車道

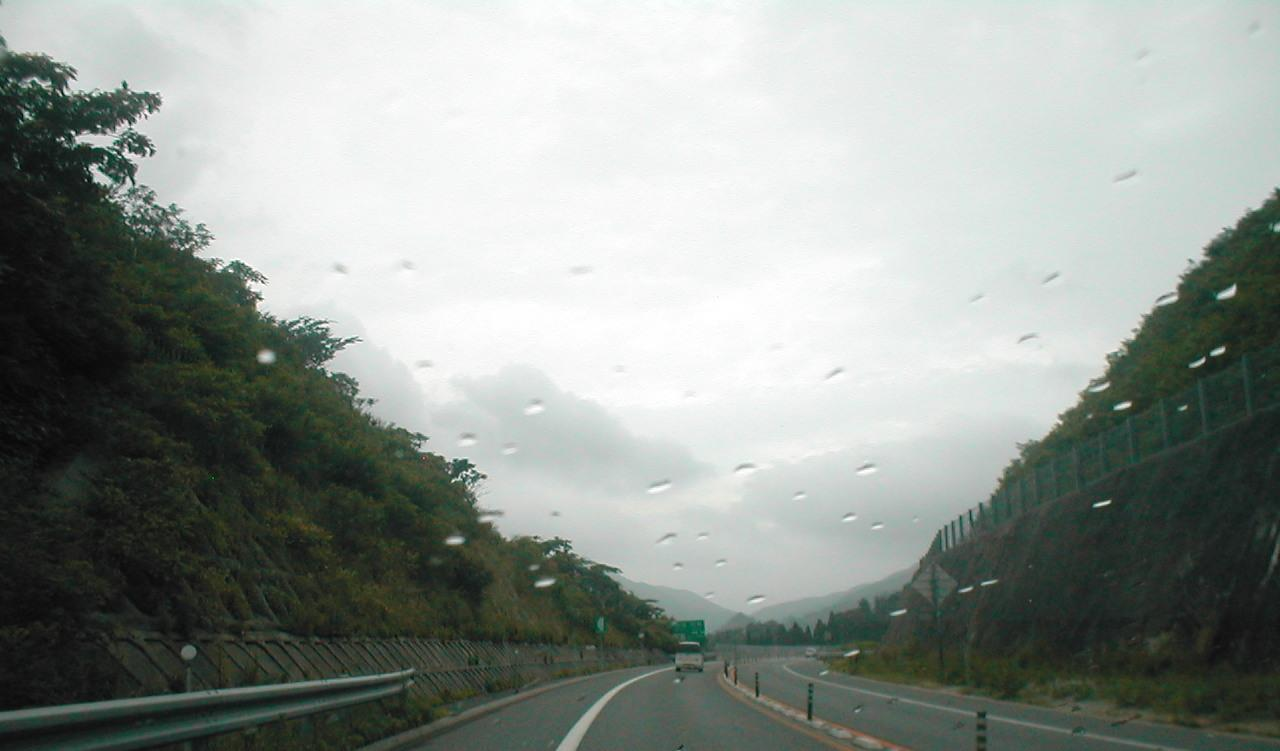
瑞穂IC手前2 kmの上り線

浜田自動車道（はまだじどうしゃどう、英語: HAMADA EXPWY）は、広島県山県郡北広島町から島根県浜田市へ至る高速道路（高速自動車国道）である。略称は浜田道（はまだどう）。
高速道路ナンバリングによる路線番号は、広島自動車道・中国自動車道（広島北JCT - 千代田JCT間）とともに「E74」が割り振られている。

## 概要
1989年（平成元年）10月18日に旭IC - 浜田ICで供用を開始し、1991年（平成3年）12月7日に全線開通した。
全区間を西日本高速道路（NEXCO西日本）が管理・運営している。
政令による正式な路線名は中国横断自動車道広島浜田線。また、浜田JCT - 浜田IC間は山陰自動車道鳥取益田線も重複している。

### 付加車線設置、4車線化の動き
浜田自動車道は暫定2車線での供用となっている。2019年（令和元年）9月、国土交通省 第35回国土幹線道路部会にて「高速道路における安全・安心基本計画」が検討され、4車線化の優先整備区間として、瑞穂IC - 金城PA/SIC が選定された。順次事業化が進められている。

## インターチェンジなど
- IC番号欄の背景色が■である区間は既開通区間に存在する。施設欄の背景色が■である区間は未開通区間または未供用施設に該当する。未開通区間の名称は全て仮称である。
- ETC専用インターチェンジ は背景色■で示す。
- バスストップ (BS) のうち、○は運用中、◆は休止中の施設。無印はBSなし。
- その他の略字は、ICはインターチェンジ、JCTはジャンクション、PAはパーキングエリア、TBは本線料金所、TNはトンネルをそれぞれ示す。

| IC番号 | 施設名                 | 接続路線名                                         | 起点から (km) | BS   | 備考         | 所在地                 | 所在地                 |
| ------ | ---------------------- | -------------------------------------------------- | ------------- | ---- | ------------ | ---------------------- | ---------------------- |
| 25     | 千代田JCT              | E2A 中国自動車道                                   | 0.0           | -    |              | 広島県 山県郡 北広島町 | 広島県 山県郡 北広島町 |
| -      | 千代田西チェーン脱着所 | -                                                  | 0.5           | -    | 浜田方面     | 広島県 山県郡 北広島町 | 広島県 山県郡 北広島町 |
| -      | 千代田西BS             | -                                                  | 2.1           | ○    |              | 広島県 山県郡 北広島町 | 広島県 山県郡 北広島町 |
| -      | 蔵迫チェーン脱着所     | -                                                  | 4.8           | -    |              | 広島県 山県郡 北広島町 | 広島県 山県郡 北広島町 |
| 1      | 大朝IC                 | 国道261号 県道5号浜田八重可部線                    | 12.6          | ○    |              | 広島県 山県郡 北広島町 | 広島県 山県郡 北広島町 |
| -      | 寒曳山PA               | -                                                  | 16.5          |      |              | 広島県 山県郡 北広島町 | 広島県 山県郡 北広島町 |
| -      | 大塚チェーン脱着所     | -                                                  | 18.7          | -    |              | 広島県 山県郡 北広島町 | 広島県 山県郡 北広島町 |
| -      | 猪子山TN               | -                                                  |               | -    | 長さ 2,595 m | 広島県 山県郡 北広島町 | 広島県 山県郡 北広島町 |
| -      | 猪子山TN               | -                                                  | 島根県        | -    | 長さ 2,595 m | 邑智郡 邑南町          |                        |
| -      | 市木チェーン脱着所     | -                                                  | 島根県        | 22.3 | -            | 邑智郡 邑南町          | 猪子山トンネルに隣接   |
| 2      | 瑞穂IC                 | 県道5号浜田八重可部線 県道50号田所国府線           | 島根県        | 24.2 | ○            | 邑智郡 邑南町          |                        |
| -      | 中郡チェーン脱着所     | -                                                  | 島根県        | 25.7 | -            | 大朝・広島方面         | 浜田市                 |
| -      | 重富BS                 | -                                                  | 島根県        | 34.9 | ○            |                        | 浜田市                 |
| -      | 旭チェーン脱着所       | -                                                  | 島根県        | 36   | -            |                        | 浜田市                 |
| 3      | 旭IC                   | 県道329号桜江旭インター線 県道52号弥栄旭インター線 | 島根県        | 39.2 | ○            |                        | 浜田市                 |
| -      | 旭西チェーン脱着所     | -                                                  | 島根県        | 41.4 | -            | 大朝・広島方面         | 浜田市                 |
| 3-1    | 金城PA/SIC             |                                                    | 島根県        | 47.0 | ○            |                        | 浜田市                 |
| 3-2    | 浜田JCT                | E9 山陰道・江津道路                                | 島根県        | 55.3 | -            |                        | 浜田市                 |
| -      | 浜田TB                 | -                                                  | 島根県        | 56.0 | -            |                        | 浜田市                 |
| 4      | 浜田IC                 | 国道9号（E9 浜田バイパス）                         | 島根県        | 56.6 |              |                        | 浜田市                 |

## 歴史
- 1989年（平成元年）10月18日： 旭IC - 浜田IC開通。
- 1991年（平成3年）12月7日： 千代田JCT - 旭IC開通により全線開通。
- 2003年（平成15年）9月21日： 浜田JCT開通により山陰道（江津道路）と接続。
- 2004年（平成16年）12月18日： 金城PAスマートIC社会実験開始（2005年3月15日終了）。
- 2007年（平成19年）4月1日： 金城PAスマートIC供用開始。
- 2010年（平成22年）2月2日： 全線が、無料化社会実験の対象区間に指定される。
- 2010年（平成22年）6月28日0時：2010年度無料化社会実験開始。
- 2011年（平成23年）6月20日0時：無料化社会実験が一時凍結される。
- 2019年（平成31年/令和元年）9月4日：国土交通省が浜田道の暫定2車線区間のうち、瑞穂IC - 金城PA/SIC間を10～15年後を目処に4車線化する優先整備区間に選定する方針を発表[3][4][5]。
- 2022年（令和4年）
  - 3月4日：国土交通省が浜田道のうち、2022年度に新たに4車線化事業に着手する候補箇所として大朝IC - 旭IC間の一部を選定[11][12]。
  - 3月30日：大朝IC - 旭IC間の一部において、国土交通省より4車線化工事の事業許可を受ける[13]。

## 路線状況

### 車線・最高速度
| 区間                | 車線 上下線=上り線+下り線 | 最高速度 | 備考  |
| ------------------- | ------------------------- | -------- | ----- |
| 千代田JCT - 浜田JCT | 2=1+1 (暫定2車線)         | 70 km/h  | ※1 ※2 |
| 浜田JCT - 浜田IC    | 4=2+2                     | 50 km/h  |       |

- ※1 : 瑞穂IC - 金城PA/SIC間は4車線化優先整備区間[3][4][5]
- ※2 : 各JCT・IC・PA付近は一部、4車線（この他、上り線の中峠TN - 瑞穂IC間、下り線の蔵迫CB - 大朝IC間と本郷TN - 重富BS間に登坂車線あり。）

### サービスエリア・パーキングエリア
サービスエリア (SA) は設置されていない。
また、パーキングエリア (PA) は自動販売機（飲料）による物販がなされている。ガソリンスタンド・売店については全線にわたり設置されていない。

### 主なトンネル
- 猪子山トンネル（寒曳山PA - 瑞穂IC） : 2,595 m

#### トンネルの数
| 区間                 | 上り線 | 下り線 |
| -------------------- | ------ | ------ |
| 千代田JCT - 寒曳山PA | 0      | 0      |
| 寒曳山PA - 瑞穂IC    | 1      | 1      |
| 瑞穂IC - 旭IC        | 4      | 4      |
| 旭IC - 金城PA        | 0      | 0      |
| 金城PA - 浜田JCT     | 1      | 1      |
| 浜田JCT - 浜田IC     | 0      | 0      |
| 合計                 | 6      | 6      |

### 道路管理者
- NEXCO西日本 中国支社
  - 千代田高速道路事務所 : 全線

#### ハイウェイラジオ
- 大朝（大朝IC - 猪子山トンネル）

### 交通量
24時間交通量（台） 道路交通センサス
| 区間                | 平成11（1999）年度 | 平成17（2005）年度 | 平成22（2010）年度 | 平成27（2015）年度 | 令和3（2021）年度 |
| ------------------- | ------------------ | ------------------ | ------------------ | ------------------ | ----------------- |
| 千代田JCT - 大朝IC  | 03,658             | 03,666             | 05,206             | 03,912             | 03,181            |
| 大朝IC - 瑞穂IC     | 02,826             | 02,888             | 04,740             | 03,121             | 02,493            |
| 瑞穂IC - 旭IC       | 02,707             | 02,788             | 04,665             | 02,887             | 02,410            |
| 旭IC - 金城PASIC    | 02,432             | 02,620             | 06,323             | 02,766             | 02,275            |
| 金城PASIC - 浜田JCT | 02,432             | 02,608             | 06,649             | 02,711             | 02,267            |
| 浜田JCT - 浜田IC    | 02,432             | 03,365             | 13,092             | 04,060             | 03,742            |

（出典：「中国地方の平成17年度道路交通センサス断面交通量」（中国地方整備局ホームページ）・「平成22年度道路交通センサス」・「平成27年度全国道路・街路交通情勢調査」・「令和3年度全国道路・街路交通情勢調査」（国土交通省ホームページ）より一部データを抜粋して作成）
- 平成22年度の調査期間中において全線では、高速道路無料化社会実験が行われていた。
- 令和2年度に実施予定だった交通量調査は、新型コロナウイルスの影響で延期された[14]。

2002年度 日交通量（台）
- 全線（平均） : 3,695（前年度比97.0%）

## 地理

### 通過する自治体
- 広島県
  - 山県郡北広島町
- 島根県
  - 邑智郡邑南町 - 浜田市

### 接続する高速道路
- E2A 中国自動車道（千代田JCTで接続）
- E9 山陰自動車道（浜田JCTで接続）